# Ornithogalum thyrsoides
Espèce
Ornithogalum thyrsoides est une espèce de plantes de la famille des Asparagacées.